# La Serrana de la Vera
La Serrana de la Vera es un personaje de un mito español muy extendido por toda Extremadura, especialmente en la zona de los Riberos del Tajo, Garganta la Olla, el Valle del Jerte y La Vera, de donde se la supone originaria y donde pervive el personaje en toda su dimensión mítica, al igual que por otras zonas, donde es conocida por haberse extendido las versiones del romance de la Serrana por toda la península ibérica (incluyendo Portugal) y el Archipiélago Canario.
Se trataría de una hermosa mujer con apariencia de cazadora o de amazona de fuerza sobrehumana y ciertas características sobrenaturales que vivía en los montes y llevaba a los hombres con los que se cruzaba a su cueva para matarlos (a menudo después de emborracharlos y/o tener sexo con ellos) y guardar los huesos en la cueva.
Posee cierta relación con la tradición de las "serranillas" medievales, a lo que se añadirían otros componentes míticos para forjar el mito actual de la Serrana.
El personaje ha acabado derivando en diversas manifestaciones, pudiéndose distinguir entre la Serrana de la Vera como mito, la Serrana como personaje de los romances, la Serrana de las diversas interpretaciones de dicha tradición oral y la Serrana como personaje de la literatura (especialmente del Siglo de Oro).
En un ensayo de Julio Caro Baroja sobre la Serrana se planteaba la cuestión de no muy difícil solución sobre si la Serrana era una realidad histórica mitificada o un mito transformado en realidad historificada. Multitud de estudiosos han interpretado a la Serrana de forma histórica e incluso han tratado de buscarle una identidad histórica de carne y hueso. Algo que en algunos casos ha asumido el pueblo, que, en las zonas donde el mito se halla más arraigado, lo mismo otorga características sobrenaturales a la Serrana parecidas a las de otros seres mitológicos de otras culturas, que habla de conocer la identidad de la Serrana, en qué época vivió, en qué casa o cuál era su familia. En cambio, algunos estudiosos actuales señalan su probable origen mítico primitivo, como ya apuntó Caro Baroja.

## Isabel de Carvajal, la Serrana de la Vera
Se atribuye la existencia de La Serrana de la Vera al pueblo de Garganta la Olla, en el cual vivía la familia Carvajal, a la que pertenecía Isabel. Esta iba a casarse con un sobrino del obispo de Plasencia; sin embargo, este hecho comprometía su carrera eclesiástica, y en el último momento la abandonó, condenando a Isabel y a su familia a la deshonra eterna. Desde aquel momento, y como venganza, Isabel abandonó su hogar y se lanzó a la sierra, donde repudió a todo hombre. Los arrastraba a la fuerza a su cueva, en la que después de gozarlos los mataba.
Cabe reseñar que en conmemoración a las víctimas que murieron a manos de la Serrana de la Vera se erigió una cruz en lo alto de la torre de Garganta la Olla. Además, también en esta localidad, puede verse la casa de la familia Carvajal, donde vivió la Serrana hasta el momento de su deshonra.

### La Serrana de los romances
El comienzo de los romances suele situar a la Serrana en Garganta la Olla, en La Vera de Plasencia. En ciertas versiones se la localiza en las Sierras Garganta la Olla cerca de la linde con Piornal, pero nunca en dicha localidad. Así aparece en una versión cántabra, de Salceda, recogida por José María de Cossío:
Entre Piornal y Garganta, / no muy lejos de Plasencia, / relatan viejos romances / una historia verdadera…
Otras versiones romancísticas que no presentan muchas diferencias con el resto la ubican, de forma más imprecisa, en Sierra Morena, quizá un añadido que concuerde con la rima “é-a” del romance. De hecho, en la mayoría de las versiones andaluzas del romance se la ubica en tierra cacereña.
Normalmente en los romances no aparece caracterizada de forma monstruosa, sino como una mujer de gran belleza, aunque en algunas versiones andaluzas se afirma que posee cuerpo mitad yegua y mitad mujer, concordando con las versiones en que la serrana al final del romance desvela haber nacido de una unión entre ser humano y yegua:
De cintura para arriba / de persona humana era; / de cintura para abajo / tiene estatura de yegua...
Suele llevar el pelo suelto y largo hasta los pies, aunque en otras versiones lleva la cabellera trenzada bajo la montera.
Son escasas las descripciones en que se la hace parecer fea o desproporcionada, pero éstas existen sin duda, como la mencionada versión cántabra de Cossío:
Es hombruna y zanquilarga, / membruda y ojimorena…
Viste falda corta y va provista con todos los pertrechos de una cazadora que recorre a pie los montes, ya arcos y flechas o bien una honda, o incluso una escopeta (en añadidos que se suponen posteriores).
En las versiones altoextremeñas se menciona cómo se complace en satisfacer sus necesidades naturales:
Cuando tiene gana de agua / se baja pa la ribera; / cuando tiene ganas de hombres / se sube a las altas peñas…
No parece, sin embargo, ninfómana, aunque tratar de calmar su instinto sexual le trae problemas, incluyendo su apresamiento. Entonces aparece el “intruso” en el romance, que lo mismo puede ser un pastor que un leñador, un arriero o un soldado. Este entra en los dominios de la serrana, que le corta el paso. Después lo conduce hasta su cueva, le manda hacer lumbre (en ocasiones con huesos de hombres que ella misma ha matado) y le hace beber de una horrible calavera que anticipa el destino que le aguarda:
-Bebe, serranillo, bebe, / agua de esa calavera, / que puede ser que algún día / otros de la tuya beban…-
Le sirve de comida piezas que ella ha cazado por el monte. Tras la cena se toman una pausa en que el intruso toca la vihuela o el rabel hasta que la serrana cae dormida. Unos romances atribuirían esta somnolencia a la astucia del huésped y su habilidad con el instrumento, pero la mayoría lo explican con los posteriores de un intuitivo encuentro amoroso al terminar el musical, poniendo bien de manifiesto el ímpetu erótico de la serrana. Sea como fuere, el huésped, que tuvo la precaución de dejar la puerta entreabierta, trata entonces de escapar:
 Diome yesca y pedernal / para que lumbre encendiera / y mientras que la encendía / aliña una grande cena. / De perdices y conejos / su pretina saca llena / y, después de haber cenado, / me dice: -Cierra la puerta.— / Hago como que la cierro, / y la dejé entreabierta: / desnudóse y desnúdeme / y me hace acostar con ella. / Cansada de sus deleites / muy bien dormida se queda / y, en sintiéndola dormida, / sálgome la puerta afuera...
Cuando la serrana despierta, el mozo se encuentra en plena huida. El mozo corre despavorido sin mirar atrás. De nada sirve que la serrana le despoje de la montera con una piedra de su honda o de alguna forma similar y le sugiera que pare a recogerla. Tampoco el mozo parece muy dispuesto a seguir las advertencias de la serrana de que no descubra su cueva. Pese a sus amenazas, se muestra decidido a denunciar a la serrana en cuanto regrese a un poblado.
Aquí en algunas ocasiones la serrana detalla su condición genética, fruto de una unión entre un pastor y una yegua. Sin embargo, en otras versiones esos versos se tornan en maldición amenazante dirigida al joven:
-¡Anda, reanda, villano! / Que me quedas descubierta, / que mi padre era un pastor / y mi madre era una yegua; / que mi padre comía pan /
y mi madre pacía yerba.
-Por Dios te pido, serrano, / que no descubras mi cueva. / -No la descubriré, no, / hasta que no esté en mi tierra. / -Te echaré una maldición / si acaso la descubrieras: / Tu padre será el caballo, / tu madre será la yegua, / y tú serás el potrillo / que relinche por la sierra.
En muchos romances este es el final de la historia, sin especificar si la maldición verdaderamente convierte al tránsfuga y a su familia en caballos. En algunas versiones la serrana se suicida, y en unas pocas se narra el apresamiento de la Serrana.
El romance de la Chancalaera hurdana sigue el mismo modelo que el de la Serrana, y posee su misma dimensión mítica.

### La Serrana como mito
Probablemente debió de existir con anterioridad a los romances una leyenda sobre la Serrana. En dicha leyenda presentaría diferencias con la descrita en la mayoría de los romances. Ya en el siglo XVIII Pedro Vicente de Thegeda habló de una antigua leyenda sobre una criatura monstruosa de doble naturaleza, humana y animal (como tantas criaturas existentes en muchas culturas, como sirenas, esfinges, sátiros o faunos), que vivía en una cueva en la sierra de Tormantos, aunque aún no daba el nombre de “serrana” a la criatura. En algunas versiones del romance es descrita como una criatura mitad yegua y mitad mujer, lo mismo que en otras se menciona que ésta nació fruto de la unión entre un pastor y una yegua, lo que concordaría con aquella descripción de ser mixto. En la sierra de La Vera pasaba el verano, trasladándose al Puerto de La Serrana, en Monfragüe, en invierno, donde vivía en otra cueva.
En algunas versiones de la tradición oral altoextremeña moderna, de hecho, la Serrana aparece como un ser encantado, sujeto a diversas transformaciones en animales debido a una maldición.
Una posible prueba de la supuesta dimensión mitológica primitiva de la Serrana sería su parentesco con la Chancalaera hurdana.
El mito se correspondería con el modelo femenino de divinidad de los montes, de los que la Serrana es numen guardián y protector. Por su espíritu agreste, su belleza y su afición a la caza podría asemejarse a una Diana o Artemisa. Por habitar en cavernas podría asimilarse a divinidades como Mari en la tradición vasca. Sin embargo, sus criminales actuaciones le otorgan cierto perfil monstruoso, pese a su aspecto físico atractivo. Se la describe como una mujer recia, grande o incluso gigantesca. También en ese aspecto está dotada de una fuerza sobrehumana. En Piornal identifican una enorme piedra como arrojada por la Serrana. Publio Hurtado cuenta cómo un hueco en forma de pie excavado en una roca cerca de Garganta la Olla es descrito como una enorme huella de la Serrana (existe de hecho otra leyenda sobre una huella de la Chancalaera en las Hurdes), contándose que al mismo tiempo que plantaba el pie allí plantaba el otro en un cerro que distaba de allí un kilómetro (lo que también la emparenta con la Chancalaera, a la que se le supone capaz de dar zancadas prodigiosamente largas). Estaría, por lo tanto, relacionada con criaturas mitológicas de diversas culturas a las que se le atribuye la formación de accidentes naturales.
Los pueblos donde más pervive la dimensión mitológica de la Serrana son Piornal y Garganta la Olla, donde se presentan sendas cuevas de la zona como vivienda de la Serrana.
Según algunas versiones la Serrana únicamente atacaba en los días de luna llena (como a veces ocurre en los casos de licantropía).
Hay además autores que opinan que esta leyenda se corresponde con un mito pastoril: el hecho de poseer dos cuevas, según contaba Pedro Vicente de Thegeda, una en Tormantos y otra en los riberos del Tajo, que se ocupan en diferentes épocas del año, hacen pensar en la trashumancia tan practicada hasta tiempos recientes en Extremadura. Esto explicaría el hecho de que en las inmediaciones del Puerto de La Serrana, muy cerca de Villarreal de San Carlos y del Monfragüe, sean muy conocidos los romances y leyendas sobre este personaje. En esa zona sitúa otro historiador de la época, Antonio Ponz (1774), un total de 28 cruces, todas ellas pertenecientes, según la tradición de aquella época, a hombres muertos por la serrana, y que el historiador atribuye simplemente a la acción de los bandoleros, muy abundantes en otras épocas por la zona de Villarreal. De hecho, Carlos III de España fundó Villarreal con el propósito de asentar población y acuartelar tropas que combatiesen a todos aquellos bandidos que se habían hecho amos y señores de aquellas tierras, siendo frecuentes los asaltos a todo el que se atreviese a pasar por ellas.
Incluso hay tradiciones que colocan a la Serrana directamente como una bandolera más, con su cueva ubicada en las cercanías del Salto del Gitano, lugar donde fue apresada, descubriéndose los grandes tesoros que guardaba en ella.
Todo esto, junto con el hecho de que la sierra de Tormantos y el Monfragüe han estado unidos por vías pecuarias, recorridas durante mucho tiempo por ganado de la Mesta de uno a otro lado, hacen pensar que es un mito ligado a la cultura pastoril. Al igual que seguramente la trashumancia fue lo que extendió las versiones del romance de la Serrana por toda la geografía peninsular.

### La Serrana literaria
La Serrana folclórica fue transformada en personaje literario por autores como Lope de Vega o Luis Vélez de Guevara, además de en la adaptación “a lo divino” de José de Valdivieso.
En el proceso adaptativo el personaje ha sido transformado hasta resultar prácticamente irreconocible. El parecido es escaso, salvo en el nombre. Para otorgar credibilidad, atractivo y cierta profundidad psicológica al personaje, los autores tuvieron que reinventar la historia hasta crear una trama argumentativa verosímil, ubicarla en un marco espacial y temporal, darle el conveniente ambiente social, añadir intrigas amorosas, etcétera.
En La Serrana de la Vera o de Plasencia, de Lope de Vega, la acción se desarrolla en época del emperador Carlos I. Leonarda es el nombre de su protagonista, y pertenece a una noble familia de Plasencia. Debido a un desengaño amoroso, la hermosa doncella escapa a las sierras de la Vera, instalando su morada cerca del camino real a Talavera. Refugiada en lo abrupto de los montes, comete una serie de tropelías, pero no tarda en prenderla la justicia. La trama acaba con el perdón de la arrepentida mujer y con el consiguiente casamiento.
La Serrana de la Vera, de Luis Vélez de Guevara, es posterior a la de Lope. Por consiguiente, es de suponer que el autor conocía tanto el romance como la obra de Lope de Vega, lo que le empujaría a tratar su obra de manera diferente, acercándose un poco más a la tradición y a una acción más acorde con la línea del romance. La protagonista en este caso se llama Gila, y es natural de Garganta la Olla. Esta mujer está provista de una serie de atributos por los que es conocida en toda la Vera. Ningún hombre osa competir con ella en deportes rurales: carreras de caballos, caza, lucha libre, salto, lanzamiento de barras, etcétera. Hasta presume de su “hombría” en algunos fragmentos de la obra, pese a que es de una extrema belleza femenina. Su atractivo físico acaba llamando la atención de un capitán que se hospeda en casa de su padre Giraldo. Éste la seduce y más tarde la abandona. Tal desdén provoca que la aldeana planee una venganza contra él, una venganza que hace extensible a todos los hombres. Gila huye al monte y actúa en él como una bandolera. La obra tiene un final trágico, con la muerte de Gila tras cumplir su venganza. En la última parte de la obra se sigue bastante fielmente el romance.
José de Valdivielso, aprovechando el tirón popular del romance y el de las comedias de Vélez de Guevara (1603) y Lope (1617), convirtió la Serrana en auto sacramental (La serrana de la Vera de Plasencia), que se representó en Sevilla en el Corpus de 1619. ¿Cómo una promiscua mujer que seducía y mataba a cuanto incauto se cruzaba en su camino podía ser materia para la glorificación de la eucaristía? Tamaña metamorfosis se realizó mediante el consabido recurso de la transformación “a lo divino”: la Serrana, personificación del alma, abandona al Esposo (Jesucristo) seducida por el Placer, que la olvida y abandona enseguida; guiada por el Engaño (el demonio), se lanza a los caminos, deseosa de disfrutar de todos los goces y con ánimo de matarlos una vez aborrecidos; así va deshaciéndose sucesivamente de la Juventud, de la Hermosura, del Honor... El Esposo, enamorado y entristecido, envía al Desengaño (un ángel) a convencerla de que vuelva a su amor y se arrepienta.

### Día de la Serrana de la Vera de Garganta la Olla
Desde el año 2010, durante la primera semana de agosto, en Garganta la Olla se celebra el Día de la Serrana de la Vera, organizado por el grupo de trabajo que lleva el mismo nombre, y que transporta a la localidad a la Edad Media durante dos días. En ellos se llevan a cabo numerosos actos que exaltan la figura de La Serrana y su origen garganteño. Hay que destacar la colaboración popular y el enorme crecimiento que esta festividad ha sufrido desde sus inicios, pasando de las recitaciones y pequeñas actuaciones que se llevaron a cabo en 2010, hasta la enorme cantidad de actos de 2012, que incluían una subida a la cueva, un mercadillo medieval, un museo rotatorio y la representación de dos obras de teatro: La taberna de la Emilia,  basada en la recitación del romance, y una segunda obra de teatro escrita y dirigida por personas anónimas de Garganta la Olla, que representa la vida, los actos y la condena de La Serrana. Toda esta fiesta ha tenido una gran repercusión mediática tanto a nivel local como comarcal, siendo el propósito del grupo de trabajo el continuar estos actos hasta conseguir que sean declarados fiesta de interés cultural.